# Minunata Angelica
Minunata Angelica (titlul original: în franceză Merveilleuse Angélique) este un film de aventură franco-italo-vest german, realizat în 1965 de regizorul francez Bernard Borderie după romanul scriitoarei Anne Golon. Este al doilea dintr-o serie de cinci filme cu Angelica.

## Distribuție
- Michèle Mercier – Angélique de Peyrac
- Claude Giraud – Philippe de Plessis-Bellière
- Jean Rochefort – François Desgrez
- Jean-Louis Trintignant – le poète crotté
- Giuliano Gemma – Nicolas, alias Calembredaine
- Jacques Toja – Louis XIV
- Robert Porte – Monsieur, fratele regelui
- François Maistre – prințul de Condé
- Noël Roquevert – Bourjus
- Claire Maurier – Ninon de Lenclos
- Le nain Roberto – Barcarole
- Ernst Schröder – căpitan Châtelet
- Denise Provence – Barbe
- Gino Marturano – Rodogune L'Égyptien
- Rosalba Neri – La Polak
- Henri Cogan – Cul-de-Bois
- Nadia Barentin – Jacqueline
- Jacques Hilling – Molines
- Charles Régnier – Conan-Bécher
- Jacques Castello – arhiepiscopul de Toulouse
- Patrick Lemaitre – Flipot
- Elisabeth Ercy – Rosine
- Dominique Viriot – Linot
- Pietro Tordi – Le Grand Coërse
- Serge Marquand – Jactance
- Robert Hoffmann – cavalerul de Lorraine
- Michael Münzer – Beau Garçon
- Malka Ribowska – La marquise de Brinvilliers
- Umberto Raho – sergentul de la razie
- Paul Mercey – Balgrain
- Olivier Hussenot – dentistul
- Raoul Billerey – Gentilhomme
- Rico Boïdo – Jean Pourri
- Carole Lebesque – Colombine
- Gloria France – mama Bolduc
- Amedeo Trilli –
- Bourvil – un negustor de ciocolată
- Jean-Pierre Castaldi – negustor de ciocolată

## Celelalte filme din serie
- 1964 Angelica, marchiza îngerilor (Angélique, marquise des anges)
- 1965 Minunata Angelica (Merveilleuse Angélique)
- 1966 Angelica și regele (Angélique et le roy)
- 1967 Neîmblânzita Angelica (Indomptable Angélique)
- 1968 Angelica și sultanul (Angélique et le sultan)

## Premii și nominalizări
- 1967: Goldene Leinwand